# Kettenheim
Kettenheim ist eine Ortsgemeinde im Landkreis Alzey-Worms in Rheinland-Pfalz. Sie gehört der Verbandsgemeinde Alzey-Land an.

## Geographie

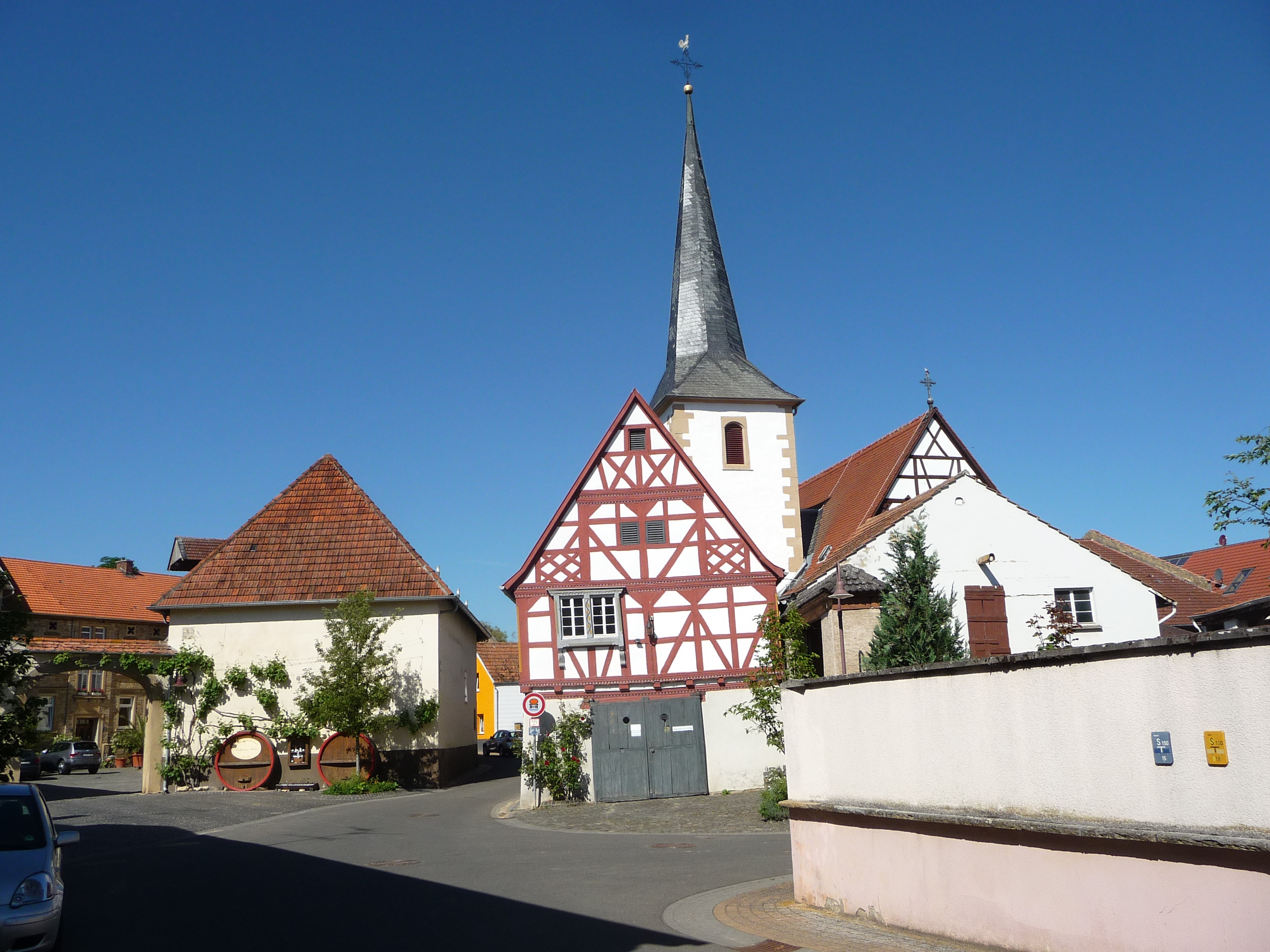
Kirche und Feuerwehrhaus

Kettenheim liegt südlich der Stadt Alzey im Alzeyer Hügelland. Zur Gemeinde gehören auch die Wohnplätze Bahnsiedlung, Hessensteigermühle, Wiesenmühle und Wormser Straße.

## Geschichte

### Mittelalter und frühe Neuzeit
Früher Kiedenheim (Ersterwähnung 1171) oder Kittenheim (1194) genannt, lag der Ort im unteren Nahegau, deren Einwohner waren von alters her gegenüber den Herren der Burg zu Alzey dienstpflichtig. Das Geschlecht der Dieter von Kiedenheim hatte große Güter von Ruprecht III. zu Erblehen. Nordöstlich von Kettenheim lag das wahrscheinlich kurz nach dem Dreißigjährigen Krieg untergegangene Dorf Egersheim oder Ergisheim.
Kettenheim gehörte bis zum Ende des 18. Jahrhunderts zur Kurpfalz und dort zum Oberamt Alzey. 

### Neuzeit
Nach der Einnahme des linken Rheinufers durch französische Revolutionstruppen wurde die Region 1793 von Frankreich annektiert. 
 Verzögert durch die Koalitionskriege wurde die Annexion erst nach 1797 konsolidiert und Kettenheim gehörte von 1798 bis 1814 zum Kanton Alzey im Departement Donnersberg. Gerichtlich war im Bereich des Kantons für die Zivilgerichtsbarkeit das Friedensgericht Alzey zuständig, für die Angelegenheiten der freiwilligen Gerichtsbarkeit im übrigen Notariate.
Aufgrund 1815 auf dem Wiener Kongress getroffener Vereinbarungen und eines 1816 zwischen dem Großherzogtum Hessen, Österreich und Preußen geschlossenen Staatsvertrags kam Rheinhessen, und damit auch die Gemeinde Kettenheim, zum Großherzogtum Hessen, das das neu erworbene Gebiet als Provinz Rheinhessen organisierte. Nach der Auflösung der Kantone in der Provinz kam der Ort 1835 zum neu errichteten Kreis Alzey, zu dem er bis 1969 gehörte.
Das Friedensgericht Alzey wurde 1879 aufgelöst und durch das Amtsgericht Alzey ersetzt.
Nach dem Zweiten Weltkrieg gehörte die Gemeinde zur französischen Besatzungszone und wurde 1946 Teil des neu gebildeten Landes Rheinland-Pfalz.

## Politik

### Gemeinderat
Der Ortsgemeinderat in Kettenheim besteht aus acht Ratsmitgliedern, die bei der Kommunalwahl am 9. Juni 2024 in einer Mehrheitswahl gewählt wurden, und dem ehrenamtlichen Ortsbürgermeister als Vorsitzendem.

### Bürgermeister
Thorsten von Zabiensky wurde am 9. September 2024 Ortsbürgermeister von Kettenheim. Bei der Direktwahl am 9. Juni 2024 war er als einziger Bewerber mit einem Stimmenanteil von 89,3 % für fünf Jahre gewählt worden.
Von Zabienskys Vorgänger Wilfried Busch hatte das Amt 1994 übernommen und kandidierte bei der Wahl 2024 nach 30 Jahren nicht erneut als Ortsbürgermeister.

### Wappen
| Wappen von Kettenheim | Blasonierung: „In Silber ein blauer Balken belegt mit einer schwarzen Kette.“ |
| Wappen von Kettenheim | Wappenbegründung: Dieses dem Ort nach der Rheinlandbefreiung 1931 amtlich verliehene Wappen des 1662 erloschenen Geschlechtes von Kettenheim verwechselt (wohl versehentlich, aber nicht unberechtigt) die Farben, da der Kettenheimer Pfahl nicht Blau, sondern nach der Angabe Helwichs Schwarz war. Den blauen Pfahl in Silber bringt Brilmayer, dessen Vorbild für das heutige Ortswappen maßgebend gewesen sein dürfte. Demgegenüber zeigt das KETTENHEIMER GERICHTS SIEGEL ANNO 1717 einen nach links schreitenden Löwen, der eine zerrissene Kette über sich schwingt – ein besonders ausdrucksvolles Bild, das das als Ortswappen gewählte Adelswappen in heraldischer und künstlerischer Hinsicht bei weitem übertrifft. |

## Bauwerke
- Rathaus von 1686 mit reich geschnitztem Fachwerk und Fenstererkern auf einer Halle.
- Hessensteiger Mühle bestehend aus zwei Anwesen (beides ehemalige Wassermühlen)
  - Hessensteiger Mühle I:  Nachweise der Existenz durch Einträge von Taufen, Geburten ... in Kirchenbüchern seit mindestens 1570, davor gehörte die Mühle wahrscheinlich zum Kloster Weidas in Dautenheim, daher noch viel frühere Existenz möglich.
  - Hessensteiger Mühle II:  Nachweis der Existenz seit 1840 durch Brandkataster im Archiv der Stadt Alzey. Lage: an der Gemarkungsgrenze zu Alzey und Dautenheim unterhalb der Dautenheimer Autobahntalbrücke.

Siehe auch: Liste der Kulturdenkmäler in Kettenheim

## Verkehr
Für die Gemeinde bestand ein Bahnhof Kettenheim an der Bahnstrecke Worms–Bingen Stadt. Um 1980 wurde dieser Halt aber aufgegeben.